# Carl Værnet
Carl Værnet, zunächst Carl Peter Jensen, in Argentinien Carlos Pedro Varnet, (* 28. April 1893 in Løjenkær; † 25. November 1965 in Buenos Aires) war ein dänisch-argentinischer Allgemeinmediziner und SS-Sturmbannführer, der im KZ Buchenwald medizinische Versuche an Homosexuellen durchführte.

## Leben
Jensen, Sohn eines Landwirts, arbeitete nach seiner Schulzeit auf dem elterlichen Gut. Nach einer bereits 1914 abgeschlossenen Lehrerausbildung holte er auf dem zweiten Bildungsweg das Abitur nach. Danach absolvierte er ein Medizinstudium an der Universität Kopenhagen, das er im Juni 1923 mit Auszeichnung abschloss. Jensen benannte sich im November 1921 in Carl Værnet um; der neue Nachname hat im Dänischen die Bedeutung von „Schützen“ oder „Verteidigen“. Ab November 1924 war Værnet als niedergelassener Allgemeinmediziner tätig. Sein Behandlungsschwerpunkt lag auf der Kurzwellentherapie, die er ab 1933 in der eigenen Klinik durchführte. Während einer Deutschlandreise traf Værnet auf Magnus Hirschfeld und besuchte dessen Institut für Sexualwissenschaft in Berlin. Værnet, der bereits während seiner Studienzeit mit der Hormontherapie in Berührung kam, entwickelte danach die These, mit Testosterongaben Homosexualität „behandeln“ zu können. Seine anschließenden Forschungsarbeiten konzentrierten sich auf die Schaffung einer „künstlichen Sexualdrüse“. Værnet, mittlerweile Mitglied der Dänischen Nationalsozialistischen Arbeiterpartei, traf 1941 den Reichsgesundheitsführer Leonardo Conti im Deutschen Reich. Er veräußerte Mitte 1943 seine Privatklinik in Kopenhagen an die Wehrmacht, nachdem seine Einnahmen sanken und gegen ihn ermittelt wurde. Hintergrund der Ermittlungen war auch die illegale Abgabe von Morphin an eine Patientin. Anfang Oktober 1943 verzog er samt Familie nach Berlin.
Auf Vermittlung des Reichsarztes SS, Ernst-Robert Grawitz, kam Værnet mit dem Reichsführer SS Heinrich Himmler in Kontakt und wurde durch den Büroleiter von Grawitz Helmut Poppendick auch dem Wirtschafts- und Verwaltungshauptamt der SS als versierter Hormonforscher empfohlen:
„Dr. V. arbeitet seit Kriegsbeginn an einer „künstlichen Drüse“. Auf der Grundlage von zahlreichen Versuchen an Tier und Mensch hat V. einen neuartigen Depot-Körper – künstliche Drüse – zur Implantation von Medikamenten, insbesondere von Hormondepots entwickelt.“
Værnet wurde durch Himmler gefördert mit dem Ziel, eine Produktion von künstlichen Hormonkapseln aufzubauen. Værnet erhielt den Rang eines SS-Sturmbannführers und unterzeichnete am 16. Mai 1944 in Prag einen Vertrag. Rückwirkend zum 1. Dezember 1943 erhielt er ab diesem Zeitpunkt eine monatliche Zuwendung von 1.500 RM und verpflichtete sich dazu, seine künstlichen Drüsen ausschließlich durch das SS-Unternehmen Deutsche Heilmittel GmbH produzieren zu lassen. Værnet erhielt einen Dienstsitz in Prag und forschte in einem Labor des SS-Unternehmens.
Am 24. August 1944 meldete Værnet die Fertigstellung seiner künstlichen männlichen Sexualdrüse. Zuvor erhielt er bereits die Möglichkeit, im KZ Buchenwald seine künstlichen männlichen Sexualdrüsen an KZ-Häftlingen zu testen. Værnet war am 26. Juli 1944 erstmals im KZ Buchenwald und implantierte am 16. September und 8. Dezember 1944 17 KZ-Häftlingen, darunter 10 Homosexuellen, künstliche männliche Sexualdrüsen. Diese Operationen am Menschen dienten dem Zweck, zu beweisen, dass „Homosexualität in einen normalen Sexualtrieb“ verwandelt werden könne. Mindestens einer der operierten KZ-Häftlinge starb an den Folgen dieser Operationen. Die Lagerärzte Erwin Ding-Schuler und Gerhard Schiedlausky kooperierten mit Værnet. Zum eigenen Schutz gaben die operierten Häftlinge nach Implantation der künstlichen Sexualdrüse an, keine homosexuellen Neigungen mehr zu haben. Værnet meldete schließlich Himmler am 10. Februar 1945 den erfolgreichen Abschluss seiner Forschungsarbeiten.
Im März 1945 zog Værnet mit seiner Familie wieder nach Dänemark, meldete ein Patent auf seine Entwicklung an und versuchte die künstliche Hormondrüse an pharmazeutische Unternehmen zu verkaufen. Aufgrund von Zeugenaussagen wurde in Dänemark gegen ihn ermittelt. Zudem war bereits 1946 Eugen Kogons Buch Der SS-Staat – Das System der deutschen Konzentrationslager erschienen, das auch Hinweise auf Værnets Tätigkeit im KZ Buchenwald enthielt. Wegen „Landesverrats und anderer staatsgefährdender Tätigkeiten“ wurde Anfang 1946 Anklage gegen Værnet erhoben. In Vernehmungen bestritt Værnet medizinische Versuche an KZ-Häftlingen und spielte seine Zusammenarbeit mit der SS herunter. Über Schweden flüchtete Værnet Ende 1946 aus Dänemark nach Argentinien. Seine Familie – Værnet war zweimal verheiratet und hatte sechs Kinder – folgte ihm 1947. Unter dem Namen Carlos Pedro Varnet wurde er argentinischer Staatsbürger. In Buenos Aires war er später am Physiologischen Institut beschäftigt. Nach seinem Tod wurde er neben seiner Ehefrau auf dem Británico-Friedhof in Buenos Aires begraben.
Eine Værnet-Biografie entstand nach einer 1998 getätigten Anfrage der britischen Schwulenorganisation OutRage! an die dänische Regierung. Nach etwa anderthalb Jahren antwortete die dänische Regierung, dass ihr über Værnet und seine Verwicklung in die Konzentrationslagerverbrechen sowie diesbezügliche Ermittlungen keine Erkenntnisse vorlägen. Lediglich ein Verweis auf vorhandene Unterlagen im dänischen Reichsarchiv wurde gegeben. Aus den Nachforschungen von OutRage! entstand schließlich das Buch Carl Værnet – Der dänische SS-Arzt im KZ Buchenwald, das seit 2004 in deutscher Sprache vorliegt.